# تالار مشاهیر
تالار مشاهیر (به انگلیسی: Hall of fame) سرسرا، مجموعه یا موزه‌ای است که در هر زمینه‌ای برترین‌های آن زمینه را معرفی می‌کند.
برای مثال، در تالار آوازهٔ بیمه، از سال ۱۹۵۷ تا سال ۲۰۱۱، بیش از ۱۰۰ نفر تا کنون به عنوان اعضای آن تالار معرفی شده‌اند که همگی در گسترش صنعت بیمه یا نوآوری در آن نقش داشته‌اند.